# Madcon

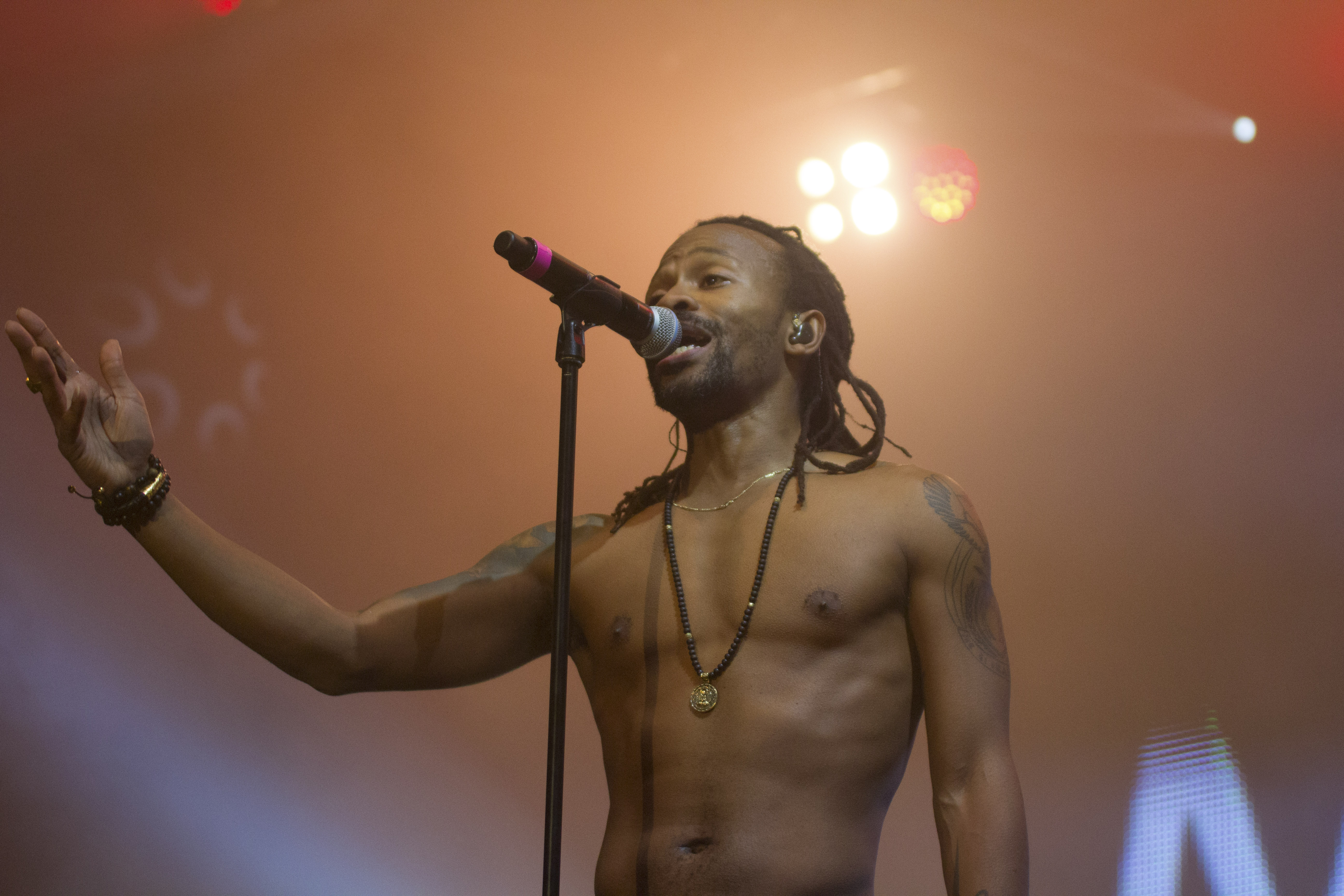
Tshawe Baqwa (2015)

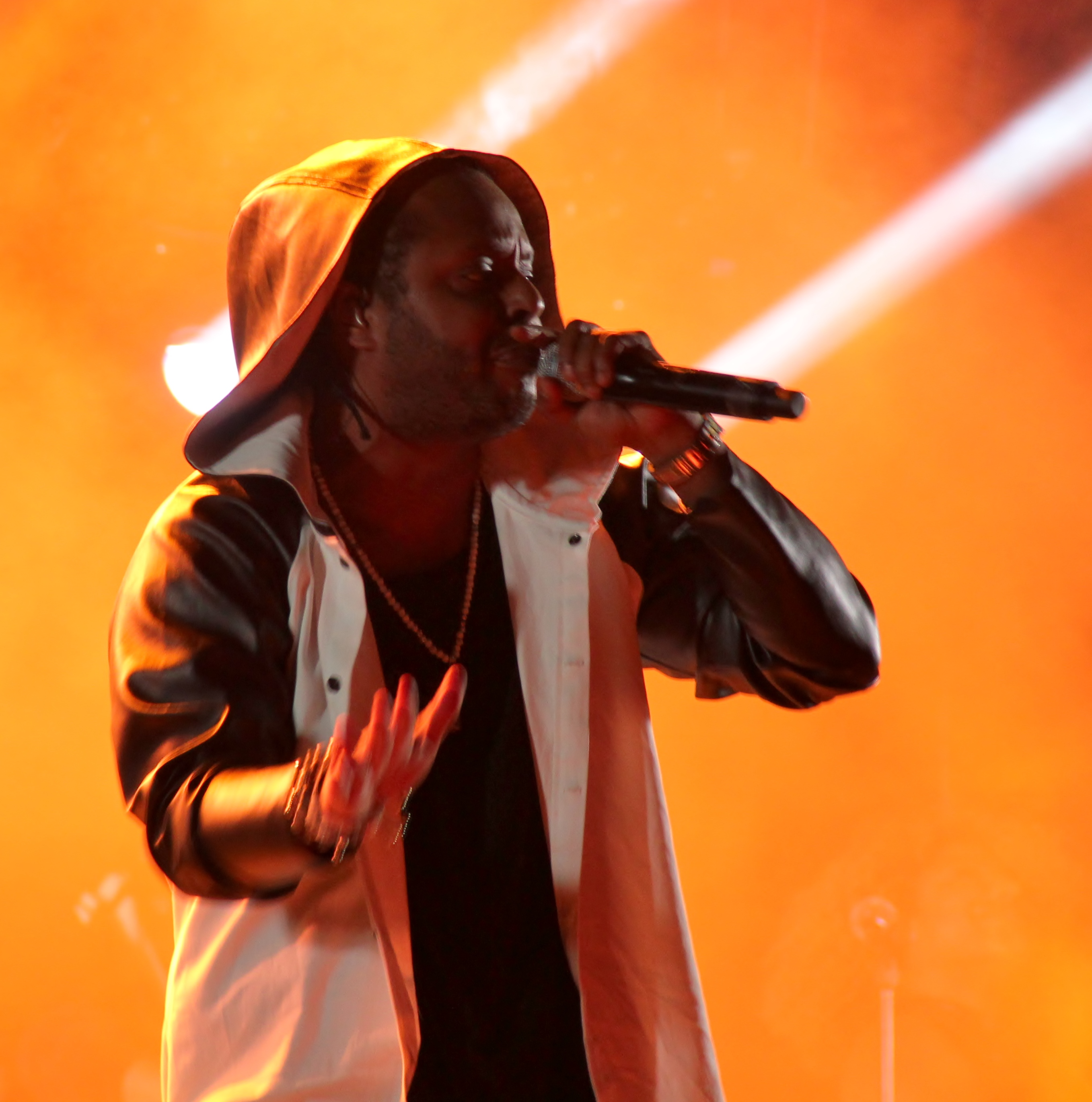
Yosef Wolde-Mariam (2015)

Madcon ist ein 1992 gegründetes norwegisches Pop-Rap-Duo. Die Band setzt sich aus Tshawe Baqwa (* 6. Januar 1980 in Saarbrücken, Deutschland) und Yosef Wolde-Mariam (* 3. Juni 1978 in Norwegen) zusammen.

## Biografie
Entdeckt wurden die beiden Musiker vom norwegischen Produzenten-Duo Stargate. Der Song Beggin’ von ihrem Album So Dark the Con of Man, das am 3. Dezember 2007 veröffentlicht wurde, erhielt in Norwegen Platin und war 12 Wochen lang Nummer 1 der offiziellen norwegischen Charts. Beggin’ ist eine Coverversion des 1967 von den Four Seasons vorgetragenen gleichnamigen Songs.
Madcon präsentierten den Titel Glow anlässlich des Eurovision Song Contests 2010 als „Eurovision Song Contest Flashmob Dance“ am 29. Mai 2010 während der Auswertung der abgegebenen Stimmen. Kurz darauf erreichte der Song in Deutschland Platz 1 der Verkaufscharts des Download-Portals iTunes und wurde in Deutschland mit Platin ausgezeichnet. Noch im selben Jahr veröffentlichten sie ihre Single Freaky Like Me, welche ihre dritte Nummer-1-Single in Norwegen wurde. In Deutschland erreichte die Single Platz 9 und erreichte Gold-Status. Aufgenommen wurde der Track gemeinsam mit Ameerah. Im Oktober 2010 erschien letztlich ihr viertes Studioalbum Contraband. Nach den zwei Vorab-Singles wurde einen Monat später die dritte Auskopplung veröffentlicht. Sie trug den Titel Outrun the Sun und entstand in Zusammenarbeit mit Sängerin Maad*Moiselle. Diese verlieh auch der letzten Single-Auskopplung des Albums mit dem Titel Helluva the Night ihre Vocals. Neben der weltweit veröffentlichten Version mit US-Rapper Ludacris erschien aufgrund des großen Erfolgs in Deutschland auch eine Version mit dem Culcha-Candela-Mitglied Mateo Jasik alias Itchy.
In den Jahren 2011 und 2012 erfolgten zahlreiche Studioaufnahmen. 2013 erschien somit ein Album mit dem Titel Contakt, auf dem ausschließlich Tracks in ihrer Heimatsprache Norwegisch zu finden sind. Auch die beiden Auskopplungen rückten bis in die Top-20 vor. Nur ein Jahr später veröffentlichten sie ihr sechstes Studioalbum Icon, welches den Erfolg ihres norwegischsprachigen Vorgängers toppte und sich an der Spitze der norwegischen Album-Charts platzierte. Bereits wenige Monate zuvor erschien mit dem Lied One Life die Ankündigung des Albums. Neben Madcon ist auf dem Track auch die US-amerikanische Sängerin Kelly Rowland zu hören. In Deutschland erreichte der Song Platz 6. Die zweite Single des Albums trägt den Namen The Signal und wurde im September 2013 veröffentlicht. Auch diese konnte bis in die deutschen Single-Charts vorrücken.
Bei der Casting-Show Dein Song übernahmen Madcon 2014 die Musikpatenschaft von Jasmin Himmelmann. Gemeinsam spielten sie im Finale am 4. April das Stück Feline, verloren aber gegen DJ BoBo und dessen Schützling Pier Luca Abel.
Im Frühjahr 2015 erschien das Lied Don’t Worry gemeinsam mit dem Sänger und Rapper Ray Dalton, der unter anderem durch seinen Beitrag bei dem Lied Can’t Hold Us bekannt ist. Bereits vor der Veröffentlichung konnte der Track allein durch Vorbestellungen bis in die Top-100 auf iTunes vorrücken. Am 12. April 2015 fand das offizielle Release außerhalb von Norwegen, wo es bereits früher erschien, statt. In ihrer Heimat stieg das Lied auf Platz 4 ein und auch nach wenigen Stunden stand der Track auf Platz 2 der deutschen iTunes-Charts, schaffte jedoch nicht den Sprung vorbei an Wiz Khalifas See You Again.
Das Duo schrieb 2023 den Song Are You Ready für die Special Olympics World Summer Games 2023 in Berlin, bei denen er am 17. Juni bei der Eröffnungsfeier von den Musikern aufgeführt werden soll.

## Diskografie
Studioalben

| Jahr | Titel                  | Höchstplatzierung, Gesamtwochen, AuszeichnungChartplatzierungen (Jahr, Titel, Platzierungen, Wochen, Auszeichnungen, Anmerkungen) | Höchstplatzierung, Gesamtwochen, AuszeichnungChartplatzierungen (Jahr, Titel, Platzierungen, Wochen, Auszeichnungen, Anmerkungen) | Höchstplatzierung, Gesamtwochen, AuszeichnungChartplatzierungen (Jahr, Titel, Platzierungen, Wochen, Auszeichnungen, Anmerkungen) | Höchstplatzierung, Gesamtwochen, AuszeichnungChartplatzierungen (Jahr, Titel, Platzierungen, Wochen, Auszeichnungen, Anmerkungen) | Höchstplatzierung, Gesamtwochen, AuszeichnungChartplatzierungen (Jahr, Titel, Platzierungen, Wochen, Auszeichnungen, Anmerkungen) | Höchstplatzierung, Gesamtwochen, AuszeichnungChartplatzierungen (Jahr, Titel, Platzierungen, Wochen, Auszeichnungen, Anmerkungen) | Anmerkungen                                               |
| Jahr | Titel                  | DE | AT | CH | UK | US | NO | Anmerkungen                                               |
| ---- | ---------------------- | --- | --- | --- | --- | --- | --- | --------------------------------------------------------- |
| 2004 | It’s All a Madcon      | — | — | — | — | — | — | Erstveröffentlichung: 2004                                |
| 2007 | So Dark the Con of Man | DE45 (3 Wo.)DE | — | CH59 (9 Wo.)CH | — | — | NO3 (19 Wo.)NO | Erstveröffentlichung: 3. Dezember 2007 Verkäufe: + 45.000 |
| 2008 | An InCONvenient Truth  | — | — | — | — | — | NO8 (6 Wo.)NO | Erstveröffentlichung: 1. Dezember 2008                    |
| 2010 | Contraband             | DE77 (5 Wo.)DE | — | — | — | — | NO2 (18 Wo.)NO | Erstveröffentlichung: 1. November 2010                    |
| 2012 | Contakt                | — | — | — | — | — | NO4 (10 Wo.)NO | Erstveröffentlichung: 21. Juni 2012                       |
| 2013 | Icon                   | DE96 (1 Wo.)DE | — | CH88 (1 Wo.)CH | — | — | NO1 (5 Wo.)NO | Erstveröffentlichung: 12. August 2013                     |
| 2018 | Contakt Vol. 2         | — | — | — | — | — | NO36 (1 Wo.)NO | Erstveröffentlichung: 9. März 2018                        |